# 18th North Carolina
18th North Carolina var ett infanteriregemente uppsatt i North Carolina vilket tillhörde sydstatsarmén under det amerikanska inbördeskriget. Det tillhörde huvudsakligen Army of Northern Virginia under Robert E. Lee. Det var soldater från detta regemente som av misstag sköt Stonewall Jackson under slaget vid Chancellorsville 1863.

## Historia
Regementet organiserades i North Carolina i juli 1861. Soldaterna var frivilliga från Wilmington, North Carolina och omkringliggande counties. På våren 1862 överfördes det till Army of Northern Virginia och deltog i alla dess strider. Efter Appomatox upplöstes regementet och soldaterna demobiliserades.